# Comté de Pocahontas (Iowa)
Pour les articles homonymes, voir Comté de Pocahontas.
Le comté de Pocahontas est l'un des comtés de l'État de l'Iowa. Le chef-lieu du comté se situe à Pocahontas.

## Villes et villages du comté
- Fonda,
- Gilmore City,
- Havelock,
- Laurens,
- Palmer,
- Plover,
- Pocahontas,
- Rolfe,
- Varina,